# Литров, Йозеф Иоганн
Йозеф Иоганн фон Литров (или Литтров, нем. Joseph Johann von Littrow, в России его называли Иосиф Андреевич или Иосиф Антонович, 13 марта 1781 — 30 ноября 1840) — австрийский астроном чешского происхождения, отец Карла Литрова и Генриха Литрова, учитель математика Николая Брашмана. Директор Венской обсерватории с 1819 по 1840 год, первый профессор астрономии Казанского университета, основатель Казанской обсерватории, член-корреспондент Императорской академии наук.

## Биография
Родился 13 марта 1781 года в богемском городке Бишоф-Тениц. Начальное образование получил в родном городе. В 13 лет был послан отцом в Прагу, где учился в гимназии, а затем, с 1799 года — в Карловом университете. Во время обучения в университете и в последующие годы, до 1807, изучал древние языки, математику, натурфилософию, право, богословие. Окончил университет в 1803 году, с этого года некоторое время работал домашним учителем в богатых семействах Силезии и Вены.
С 1807 года начал заниматься астрономией, стал посещать венскую обсерваторию и скоро, начал работать самостоятельно. Уже в ноябре этого года Ягеллонский университет в Кракове пригласил его профессором астрономии и высшей математики. С 1808 — директор Краковской обсерватории. В 1809 году Краков был занят вначале русскими войсками, а потом присоединён к Варшавскому герцогству. Эти обстоятельства заставили его думать о более удобном месте для научных работ.
В августе 1809 года Литров, в письме к главнокомандующему князю Голицыну, выразил желание перебраться в Российскую империю. В итоге Литров был приглашён в недавно открытый Казанский университет и 7 января 1810 года покинул Краков. Прибыл в Казань 13 марта. В Казани в это время не было не только обсерватории, но и удовлетворительных инструментов и нужных книг. Литров старался поставить преподавание астрономии на высокий уровень и основал обсерваторию, для которой в это время не было даже здания. Все эти затруднения разрешились не сразу, в том числе ввиду Отечественной войны. 22 декабря 1813 года Литров стал членом-корреспондентом Академии Наук. Только в 1814 году была построена обсерватория и в ней были произведены точные наблюдения, а в мемуарах Академии Наук за 1815 год уже указано точное указание широты казанской обсерватории. Новая обсерватория в то время была самой восточной в Европе. Тем не менее, в 1816 году Литров ходатайствовал об увольнении его от русской службы и 31 мая уже уехал из Казани.
В 1816 году он стал соруководителем обсерватории в Буде (в то время — Офен). На новом месте Литров также испытывал затруднения в работе и в 1819 году уехал в Вену, был назначен профессором астрономии в Венском университете и стал директором Венской обсерватории, которую он полностью реорганизовал. Здесь его деятельность достигла полного расцвета: он постоянно помещал в специальных журналах статьи теоретического содержания и свои наблюдения, начал издание анналов венской обсерватории, издал ряд руководств, по которым училось несколько поколений. Кроме того, здесь он занимался сочинением научно-популярных изданий по астрономии. В австрийской столице он также повстречал оптика Симона Плёссля, которого вдохновил на создание телескопов нового типа; эти принципы используются астрономами-любителями и по сей день.
Йозеф Иоганн Литров скончался 18 ноября 1840 года в Вене.

## Память

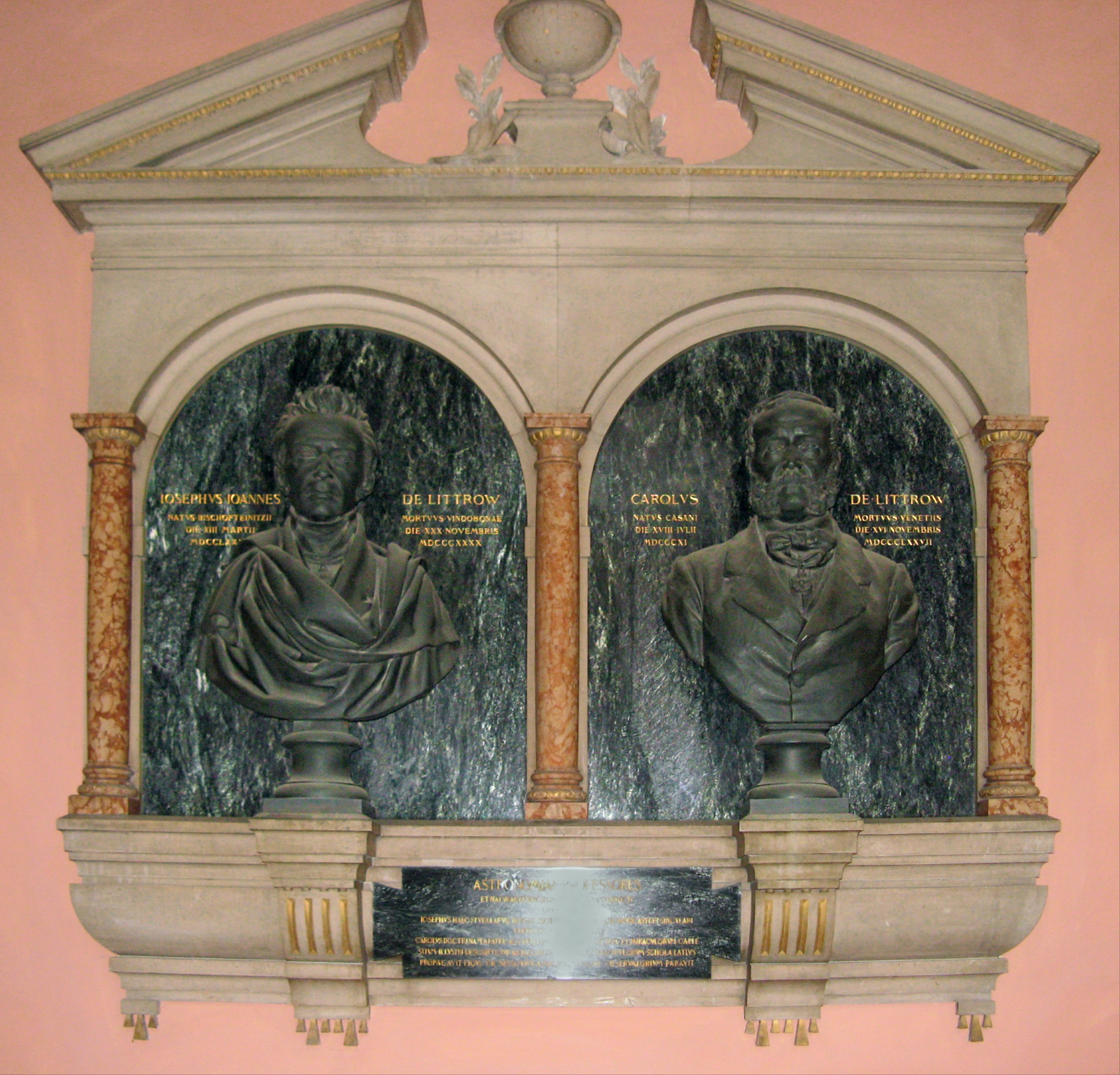
Мемориал Йозефа Иоганна Литрова и Карла Литрова в Венском университете

Имя Литрова нередко связывают с предложением создать широкий замкнутый канал в пустыне Сахара и заполнить его горящим керосином, тем самым демонстрируя человеческий разум инопланетянам, которые могут наблюдать за Землёй. Тем не менее, доказательства достоверности участия Литрова в разработке этой схемы под сомнением.
В честь Литрова был назван кратер Литтров на Луне.

## Некоторые труды
- «Darstellung der Sonnenfinsterniss des 7 Sept. 1820». Пешт, 1820.
- «Ueber die Höhenmess. durch Barometer». Вена, 1820.
- Theoretische und practische Astronomie. 3 т. Вена, 1821, 1827, 1834.
- «Populäre Astronomie», 2 т. Вена, 1825.
- «Elemente der Algebra und Geometrie». Вена, 1827.
- «Calendariographie, oder Anleitung alle Arten Kalender zu verfertigen», Вена, 1828.
- «Anleitung zur Berechn. der Lebensrenten u. Wittwenpension». Вена, 1829.
- «Vorlesungen über Astronomie». Вена, 1830.
- «Abriss einer Geschichte der Astronomie», Вена, 1830.
- «Ueber den gefürcht. Kometen des Iahr. 1832 und über Kometen überhaupt». Вена, 1823
- «Die Wahrscheinlichkeitsrechn. in ihrer Anwendung auf wissenschaftliches und pract. Leben». Вена, 1833
- «Die Wunder des Himmels, oder gemeinfassliche Darstellung des Weltsistems» 3 т. Штутгарт, 1834—36.
- «Ueber Kometen, Mit einem Anhange über den im Jahre 1835 ersch. Нalley’schen Kometen». Вена, 1835.
- «Geschichte der Entdeck. der allgemeinen Gravitation durch Newton». Вена, 1835.
- «Die Doppelsterne». Вена, 1835.
- «Kurze Anleitung zur gesammten Mathematik». Вена, 1838.
- «Atlas des gestiernten Himmels». Штутгарт, 1839.

Литрову также принадлежит большое количество статей в разных периодических изданиях: «Astronomisches Iahrbuch», «Mémoires de l’Académie des sciences de S. Pét., avec l’histoire de l’Académie», «Memoirs of the Astronomical Society of London», «Zeitschrift für Astronomie und verwandte Wissenschaften», «Monatliche Correspondenz zur Beförderung der Erde-und Himmelskunde», «Correspondance astronomique, géographique, hydrographique et statistique», «Astronomische Nachrichten», «Zeitschrift für Physik und Mathematik», «Zeitschrift für Physik und verwandte Wissenschaften», «Jahrbuch der Literatur», «Leipziger Zeitung», «Stuttgarter Morgenblatt», «Казанских Известиях» и других.